# Cova de Milarepa
La cova de Milarepa o cova Namkading és una cova on el gran asceta budista Milarepa passà 24 anys de la seua vida al segle xi. Es troba a 11 km al nord de la ciutat de Nyalam, al Tibet.
Conta la llegenda que Milarepa renuncià a tots els luxes i s'enclaustrà en una cova per practicar l'austeritat, concentració i meditació, menjant només que herbes de les rodalies que li portaven els seus deixebles. Pel que sembla, al cap d'uns anys, Milarepa adquirí el to verdós dels seus aliments. Va transmetre els seus principals ensenyaments del Mahamudra, la percepció sense esforç de la vacuïtat de la ment i dels elements externs, i arribà a l'estat de Buda, així com els sis iogues de Naropa, amb especial èmfasi en la pràctica de la “calor psíquica”, la qual cosa li va permetre viure sobre la neu vestint sols una prima túnica de cotó. Perfeccionà la meditació fins a aconseguir nivells de consciència que li permetien realitzar actes miraculosos. El més notable dels fets sorprenents que se li atribueixen és el d'haver aixecat el sostre de la seua cova i part de la muntanya Tara empenyent-lo sense més ajut que la força de les mans. Deixà els dos peus impresos en la roca i va realitzar el fet extremament poc comú del cos d'arc de Sant Martí en morir.
La cova, la mantenen com un santuari dos monjos; guarden una estàtua de Milarepa dins d'una urna de cristall. Els treballs de restauració dins la cova i el monestir, els feren artistes i artesans de Nepal, i foren finançats pel govern xinés en la dècada de 1970.
També hi ha una cova relacionada amb Milarepa a Nepal, a Annapurna, a aproximadament 4.000 metres als afores de Manang. Es creu que aquesta cova nepalesa fou on visqué Milarepa durant la seua estada al nord de l'actual Nepal.

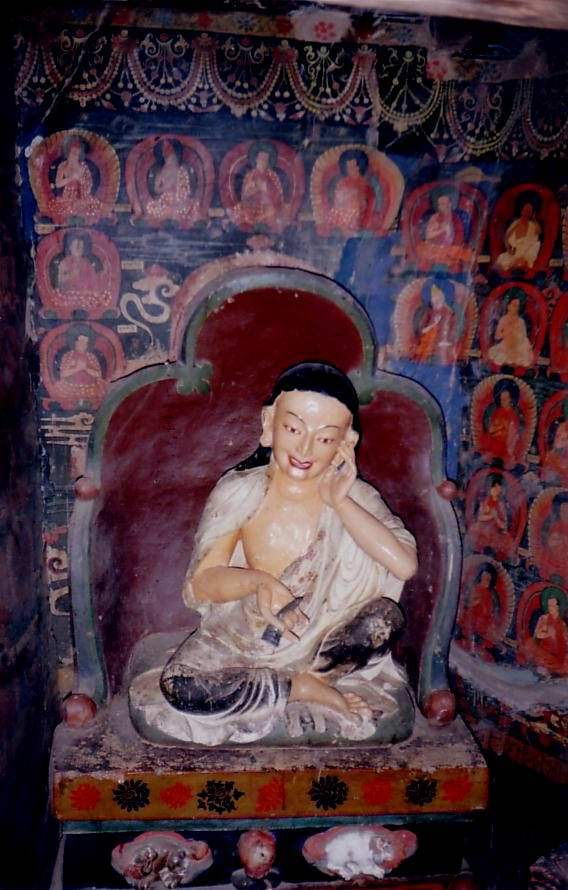
Estàtua de Milarepa, Pango Chorten, Gyantse, Tibet